# Barry Opdam
Barry Opdam est un footballeur néerlandais né le 27 février 1976 à Leyde, qui a commencé sa carrière au FC Lisse.

## Biographie
Il a ensuite été engagé par AZ Alkmaar au début de la saison 1996-1997, alors que le club évoluait en Deuxième Division néerlandaise.
Opdam a joué de longues saisons au club, jusqu'en 2008, où il a été transféré au club autrichien du Red Bull Salzbourg. Il est connu pour être l'un des meilleurs défenseurs du Championnat des Pays-Bas, à la fois par sa force physique, sa rigueur et ses tacles.
Le 4 juin 2005, Opdam fait ses débuts en sélection des Pays-Bas, sur une victoire 2-0 face à la Roumanie. Quelques mois plus tard cette même année, il marque un but important (son seul à ce jour) contre la République tchèque. Malgré ces prestations, il ne sera pas sélectionné pour la Coupe du monde 2006 en Allemagne.

### Carrière
| Saison    | Club               | Matches | Buts |
| --------- | ------------------ | ------- | ---- |
| 1996-1997 | AZ Alkmaar         | 24      | 0    |
| 1997-1998 | AZ Alkmaar         | 15      | 0    |
| 1998-1999 | AZ Alkmaar         | 22      | 0    |
| 1999-2000 | AZ Alkmaar         | 34      | 5    |
| 2000-2001 | AZ Alkmaar         | 32      | 2    |
| 2001-2002 | AZ Alkmaar         | 31      | 1    |
| 2002-2003 | AZ Alkmaar         | 33      | 0    |
| 2003-2004 | AZ Alkmaar         | 28      | 1    |
| 2004-2005 | AZ Alkmaar         | 33      | 2    |
| 2005-2006 | AZ Alkmaar         | 24      | 0    |
| 2006-2007 | AZ Alkmaar         | 24      | 1    |
| 2007-2008 | AZ Alkmaar         | 32      | 1    |
| 2008-2009 | Red Bull Salzbourg | 25      | 0    |
| 2009-2010 | Red Bull Salzbourg | 23      | 1    |
| 2010-2011 | FC Volendam        | 14      | 0    |
| 2011-2012 | FC Volendam        | 2       | 0    |

## Sélections
- 8 sélections et 1 but avec l'Équipe des Pays-Bas entre 2005 et 2006.

## Palmarès
AZ Alkmaar
- Eerste divisie (D2)
  - Champion (1) : 1998

 Red Bull Salzbourg
- Championnat d'Autriche
  - Champion (2) : 2009, 2010